# مطاط

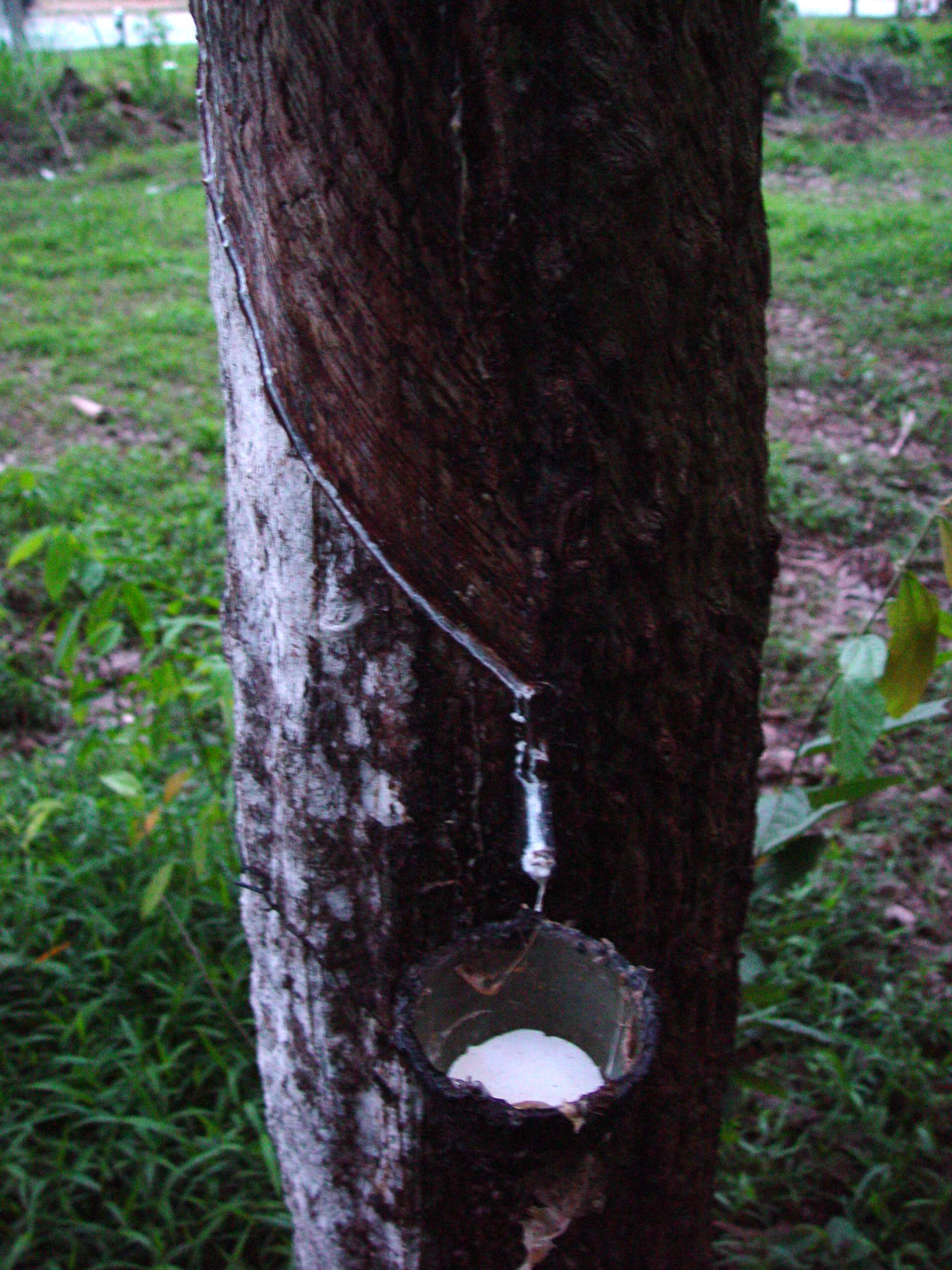
شجرة مطاط

المطاط الطبيعي يخرج من سيقان أشجار خاصة تنمو في المناطق الحارة، أهم هذه الأشجار «الهيفيا البرازيلية» (الاسم العلمي: Hevea Brazilensis) التي تنمو في حوض نهر الأمازون بالبرازيل.
يعتبر المطاط الطبيعي من أهم أنواع المطاط المستخدمة في الصناعة بسبب امتلاكه لصفات تتفوق على المطاط الصناعي حيث يمتلك قوة شد عالية، رجوعية عالية، مقاومة الانثناء في درجات الحرارة المنخفضة، مقاومة التمزق والقطع.
يقاوم المطاط الطبيعي التأكسد بالأوكسجين أو الأوزون مقاومة طفيفة لاحتوائه على أواصر مزدوجة سهلة التفاعل مع هذين الغازين، ولهذا السبب يتم إضافة مانعات التأكسد والتي تتفاعل مع النهايات الحرة مما يقلل الأكسدة.
المطاط الطبيعي هو من المركبات الهيدروكربونية والذي يُكوّن سلسلة منتظمة ومستمرة، ونتيجة للانتظامية العالية لتركيب المطاط الطبيعي فإنه يميل للتبلور عند درجات الحرارة المنخفضة.

## موطن اكتشافه الأصلي
وكان أول من شاهد المطاط الطبيعي الرحالة كريستوفر كولومبس عندما وصل إلى هايتي عام 1493 ورأى بعض الأطفال يلعبون بكرة غريبة ترتد من سطح الأرض عند قذفها، وفي عام 1521 م رأى بعض المستكشفين الأسبان جماعات الوطنيين من أهل المكسيك يستخدمون مادة مرنة مستخرجة من إحدى النباتات وكان اسمها الوطني «كاو أوتشو Cao Achu» وهي تعني في لغتهم شجرة الدموع، وذلك لأنهم كانوا يقومون بتشريط لحاء هذه الأشجار فيخرج منها لبن نباتي يجمعونه في أوانٍ خاصة، وقد اشتق الاسم الشائع للمطاط وهو «كاوتشوك Caoutchouc» من هذا الاسم الوطني. في 1736 بدأ شارل ماري دو لا كوندامين بملاحظة المطاط بطريقة علمية لم يكن للمطاط أي فائدة معروفة في ذلك الحين وإن كان «جوزيف بريستلي» الذي اكتشف غاز الأكسجين، قد وجد عام 1766 م أن المطاط يمحو الكتابة بالرصاص من على الورق. لم تكن خواص المطاط تجعله صالحا للاستخدام في كل الأغراض، فقد كان يلتصق بكثير من المواد، وسريع التأثر بالحرارة ولا يتحمل الإجهاد عند استخدامه في أشياء تحتاج إلى مرونة عالية.

## استخدامه في صناعة الملابس الشتوية
في عام 1823 م، قام شاب إسكتلندي يدعى «تشارلز ماكنتوش» باستخدام المطاط الطبيعي اللزج في صنع نسيج لا ينفد منه الماء، وذلك برش محلول شرابي القوام من المطاط على سطح القماش، ثم تغطيته بطبقة أخرى من القماش نفسه ولصقها معاً بالضغط.
وقد كانت هذه نقطة البداية في تصنيع المعاطف الواقية من المطر والتي عرفت فيما بعد باسم «معاطف ماكنتوش»،ولكن قماش هذه المعاطف في ذلك الوقت كان سريعاً ما يتجعد ويتحول إلى نسيج يابس في الجو البارد وتنطلق منه رائحة نافدة منفّرة في الجو الدافئ أو الحار.

## انتقاله من البرازيل إلى العالم
كانت حكومة البرازيل تضع رقابة مشددة على مزارع أشجار المطاط باعتبارها ثروة قومية، ولهذا كانت تحذر من خروج بذور هذه الأشجار من البلاد. يقال إن رجلاً إنجليزي الجنسية يدعى «مستر فاريس» تمكن عام 1873 من أن يهرب من هذه الرقابة وأن يخرج من البرازيل حاملاً معه 2000 بذرة من بذور أشجار الهيفيا وأن يذهب بها إلى إنجلترا. وقد أرسلت هذه البذور بعد ذلك إلى الهند وسيلان وتمت زراعتها هناك ونمت فيهما بشكل طبيعي بسبب الجو الحار في هاتين الدولتين. و أنشأ الهولنديون مزارع أخرى لشجرة المطاط في أندونيسيا، كما أقام الأمريكيون مزارع مماثلة في ليبريا، وفعل ذلك أيضا الفرنسيون في الهند الصينية، وقدرت مساحة الأرض المزروعة بأشجار المطاط عام 1970 م بنحو 11 مليون فدان (الفدان 4200 متر مربع)

## أكثر الدول إنتاجاً
تايلاند، أندونيسيا وماليزيا مجموع إنتاج هذه الدول وحدها يُقدّر بـ72 بالمائة من الإنتاج العالمي من مادة المطاط.